# Fricis Rokpelnis
Fricis Rokpelnis (6 de outubro [calendário antigo: 23 de setembro] de 1909 em Grobiņa, Courland, Império Russo - 15 de setembro de 1969 em Jūrmala, SSR letão) foi um poeta e escritor letão, mais conhecido por escrever a letra do hino da República Socialista Soviética da Letônia. 

## Biografia
Nascido em Kurzeme, de uma família pobre. Após a ocupação da Letônia em 1940. No ano, Rockpelnis trabalhou em estreita colaboração com o regime comunista, tornando-se um dos colaboradores mais visíveis que vieram do ambiente literário da Letônia. Desde 1947. Membro do PCUS, Rokpelnis ocupou vários altos cargos administrativos e foi co-autor do hino da RSS letã. Foi também membro supremo do Conselho da URSS (1946-1950) e membro supremo do Conselho da SSR da Letônia (1950-1954). Fricis Rokpelnis era o pai do poeta Janis Rokpelnis.

## Obras
Suas principais obras incluem: 
- A sister star on the flag (1950)
- Rye bread (1959)
- The Light (1945)
- Rainy Youth (1948)
- Rainis (1949)
- Atbalss (1959)

Ele também escreveu um libreto para a ópera de propaganda política soviética "On the New Coast" (1954) e "Audriņi" (1963).